# Treno ospedale

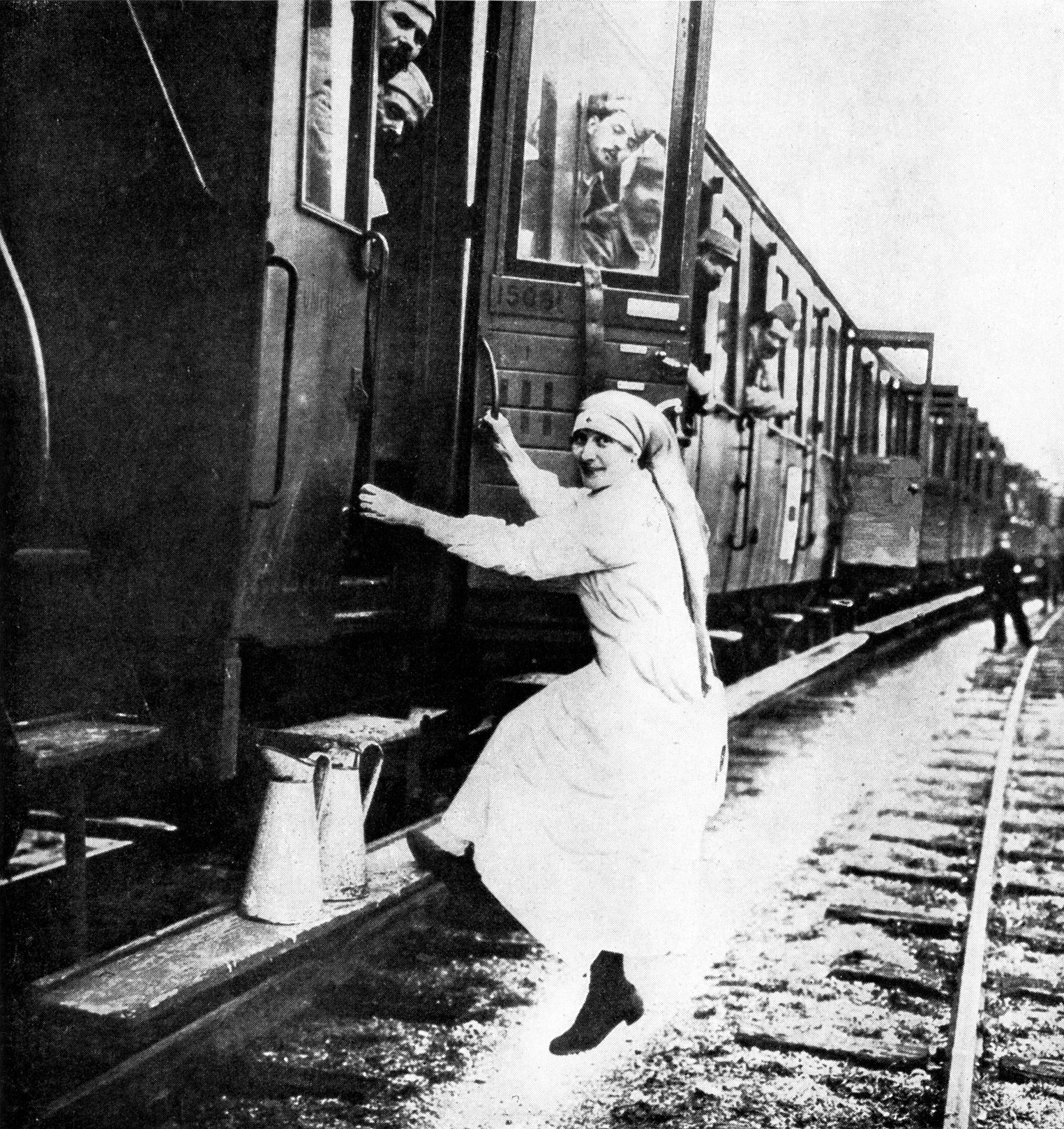
Treno ospedale della Croce Rossa francese trasporta feriti e malati verso Parigi durante la Grande Guerra.

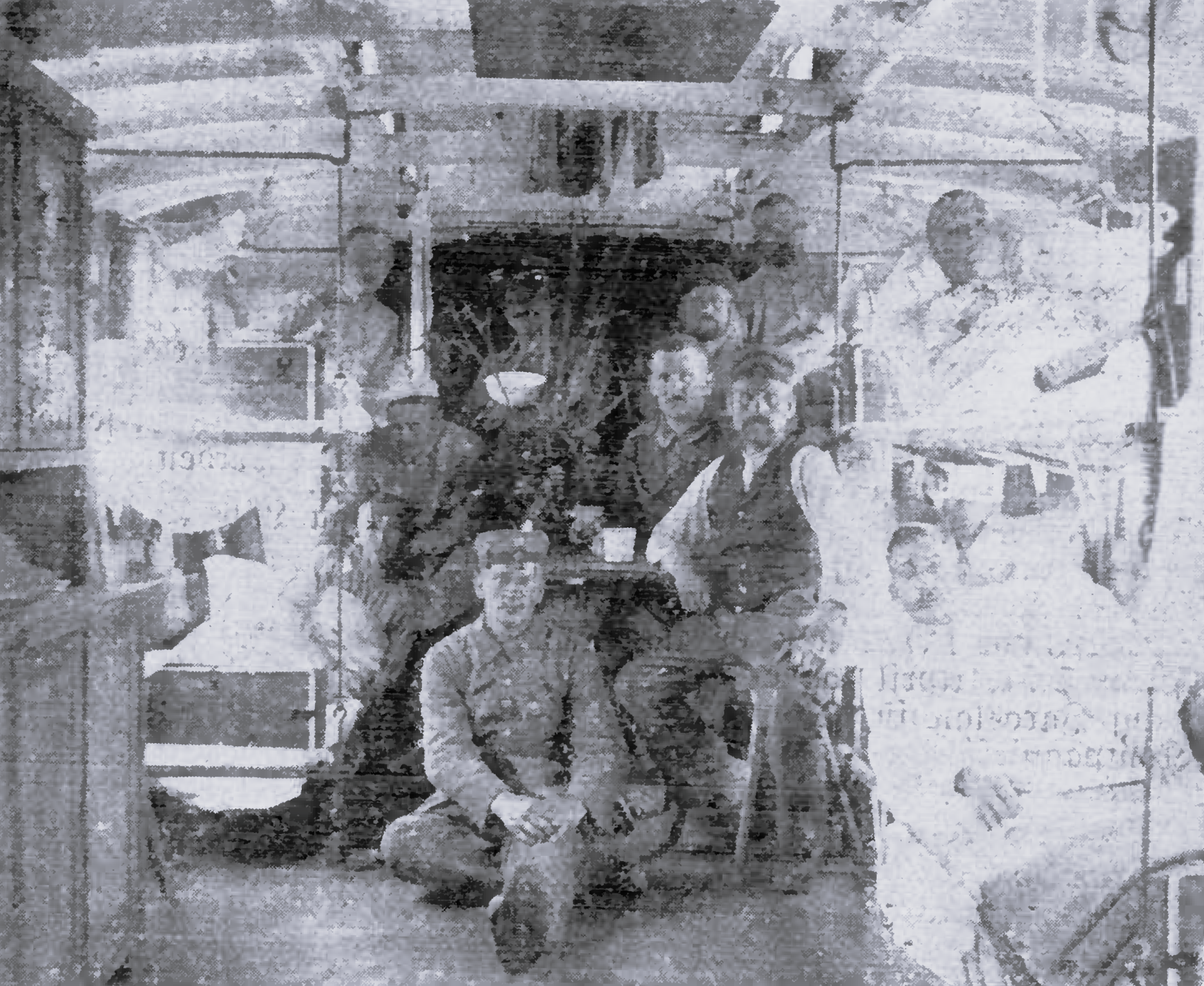
Treno ospedaliero tedesco nel 1915

Un treno ospedale è un treno ferroviario con carrozze speciali equipaggiate per l'assistenza sanitaria ed il trasporto di malati e feriti specialmente durante le guerre, i disastri naturali e le grandi epidemie. Oltre ad essere dotato di assistenza infermieristica e di primo soccorso, può essere attrezzato come un centro medico completo, con macchinari diagnostici, gabinetti specialistici e sale chirurgiche.

## Storia
Il primo uso del treno per il trasporto di feriti di cui si ha notizia risale alla prima guerra dello Schleswig da parte dei prussiani. Un treno ospedale operò durante la guerra di Crimea sulla Grande ferrovia centrale crimeana, costruita dagli inglesi nel 1855. Inizialmente avevano poche o nessuna infrastruttura medica, ma con i feriti viaggiavano le infermiere e sulle carrozze, spesso verniciate di bianco, erano dipinte grandi croci rosse, adottate come emblema di neutralità dalla Convenzione di Ginevra e che avrebbero dovuto proteggere il treno da attacchi nemici.
L'Esercito dell'Unione, durante la guerra di secessione americana, realizzò nel 1862 le prime carrozze appositamente studiate per il trasporto e l'assistenza ai feriti, con sospensioni potenziate, supporti elastici per le barelle, riscaldamento a vapore, cucine e personale medico ed infermieristico qualificato.
In molti paesi del mondo, il crescente sviluppo del trasporto ferroviaria avvenuto dalla seconda metà del XIX secolo determinò la diffusione dei treni ospedale in molti conflitti armati, raggiungendo il massimo spiegamento durante le due guerre mondiali. Nel secondo dopoguerra, il trasporto aereo ha progressivamente rimpiazzato i treni ospedale militari.
Nel campo civile i treni ospedale rimangono una risorsa preziosa soprattutto nei paesi con una grande estensione territoriale, sia come mezzo di evacuazione in caso di emergenza, sia come mezzo per le campagne di medicina preventiva ed ambulatoriale in zone svantaggiate o sottosviluppate non servite da una rete di presidi sanitari stabili. Per esempio in India opera dal 1991 il Lifeline Express che di stazione in stazione porta nelle zone rurali specialistici altrimenti inaccessibili. Le China Railways sono dotate di quattro treni ospedale specializzati nella chirurgia oftalmologica. In Sudafrica opera dal 1994 il Phelophepa. In Russia il Terapevt Matvey Mudrov assicura assistenza sanitaria al personale delle Strade ferrate di Russia.
Nel 2022 Medici Senza Frontiere ha realizzato un treno ospedale in Ucraina durante la guerra per trasferire feriti di guerra dall'est verso l'ovest. Il treno, composto da 8 carrozze di cui una con un reparto di terapia intensiva, è stato realizzato in collaborazione con le ferrovie ucraine. 

## Treni ospedale italiani
In Italia i treni furono impiegati dall'Armata Sarda per lo sgombero dei feriti già all'indomani della battaglia di Montebello, il 20 maggio 1859; essi venivano trasferiti su ambulanze trainate da muli fino alla stazione di Voghera, dove venivano caricati su semplici vagoni con il pianale ricoperto di paglia.
Sempre durante la seconda guerra d'indipendenza, nei giorni successivi alla battaglia di Solferino e San Martino, migliaia di feriti furono evacuati verso Brescia e Bergamo sulla nuovissima ferrovia Milano-Venezia, inaugurata due anni prima.
Dopo la battaglia del Volturno, lo stesso generale Garibaldi organizzò l'evacuazione dei feriti dalla stazione di Santa Maria Capua Vetere della linea Napoli-Ceprano.
Il primo treno appositamente progettato e realizzato come ospedale in Italia fu presentato all'Esposizione generale italiana di Torino del 1884: composto da materiale rotabile della Società per le Ferrovie dell'Alta Italia e della Società Veneta, il treno fu esibito in esercitazioni e dimostrazioni nelle principali stazioni italiane, fino a Napoli.
In occasione del terremoto di Messina del 1908 i soccorsi furono portati, oltre che dalle navi, dai treni ospedale della Sanità militare, del Corpo militare della Croce Rossa Italiana e del Corpo militare dell'ACISMOM. Durante la guerra italo-turca, convogli ospedale furono utilizzati per il trasporto di feriti sul tronco decauville Tripoli-Azizia, che raccordava i vari punti del campo fortificato di Tripoli.
Durante la prima guerra mondiale furono attrezzati circa 60 treni: una ventina erano gestiti dalla sanità militare, 24 dalla Croce Rossa Italiana e 4 dal Corpo militare dell'ACISMOM. Gli allestimenti interni erano a carico dei tre enti e quindi potevano differire, invece il materiale rotabile era fornito da Ferrovie dello Stato, Rete Mediterranea e Rete Adriatica ed era quindi standardizzato, così come la composizione. Il cosiddetto "tipo Unico" poteva trasportare dai 206 ai 220 infermi ed era così composto:
| Materiale rotabile  | Numero | Funzione                                                  |
| ------------------- | ------ | --------------------------------------------------------- |
| FS 290              | 1      | locomotiva in testa                                       |
| carro tipo DI       | 1      | bagagliaio-magazzino                                      |
| carro tipo ABz 1910 | 1      | alloggio ufficiali ed infermiere                          |
| carro tipo FP 1908  | 1      | cucina e deposito viveri                                  |
| carro tipo CZ 1910  | 1      | mensa e deposito                                          |
| carro tipo CZ 1910  | 7      | alloggio infermi da 24 barelle ciascuno                   |
| carro tipo CZ 1910  | 1      | sala operatoria, farmacia, infermeria da 12 barelle       |
| carro tipo F1 1910  | 1      | alloggio personale di assistenza da 36 letti e 6 brandine |
| carro tipo Ct       | 1      | alloggio malati infettivi da 14 barelle                   |

Nella seconda guerra mondiale i treni ospedale italiani operarono su tutti i fronti, ma l'impiego più massiccio si ebbe nella campagna di Russia: a seguito dello CSIR e poi dell'ARMIR la Sanità militare mobilitò 12 treni ospedale, il Corpo militare della CRI 6 treni ed il Corpo militare dell'ACISMOM 3 treni. La composizione dei treni ospedale rimase la stessa del primo conflitto, mentre differivano l'arredo, le attrezzature ed il materiale rotabile, ovviamente più moderni:
| Materiale rotabile  | Numero | Funzione                                                  |
| ------------------- | ------ | --------------------------------------------------------- |
| FS 290              | 1      | locomotiva in testa                                       |
| carro tipo DI 1929  | 1      | bagagliaio-magazzino                                      |
| carro tipo ABz 1910 | 1      | alloggio ufficiali ed infermiere                          |
| carro tipo FFI 1928 | 1      | cucina e cambusa                                          |
| carro tipo CZ 1910  | 1      | mensa e deposito                                          |
| carro tipo CZ 1929  | 7      | alloggio infermi da 24 barelle ciascuno                   |
| carro tipo CZ 1929  | 1      | sala operatoria, farmacia, infermeria da 12 barelle       |
| carro tipo FFI 1928 | 1      | alloggio personale di assistenza da 36 letti e 6 brandine |
| carro tipo FFI 1928 | 1      | alloggio malati infettivi da 14 barelle                   |

Le carrozze trasporto malati, tipo 1928 RT, sono rimaste in servizio con le Ferrovie dello Stato fino agli anni settanta per i viaggiatori allettati. Furono progressivamente sostituite con 10 carrozze barellate tipo Bm, tuttora in servizio ed impiegate nella composizione dei treni dei pellegrini diretti a Lourdes e ad altri santuari europei.

### Il Treno Sanitario
Nel 2020, a causa dell'emergenza coronavirus, nasce il Treno Sanitario, composto da alcune carrozze UIC-X dismesse dai servizi viaggiatori a lunga percorrenza, esse sono state modificate e convertite in carrozze ospedale ex "barellate" per espletare attività legate al trasporto di degenti e materiale sanitario. Molte di queste sono state dotate di letti e su tutte sono stati oscurati i finestrini con 
pannelli bianchi. Per distinguerle da quelle adibite ai servizi viaggiatori rivestono un'inedita livrea bianca, simile a quella nuova degli Intercity Giorno, ma con l'aggiunta di strisce 
rosse e verdi sulle fiancate per simboleggiare i colori della bandiera italiana, con il simbolo internazionale di soccorso su entrambe le fiancate a lato delle porte. Questa piccola 
flotta, allestita nelle officine Trenitalia di Voghera, grazie al contributo di Ferrovie dello Stato, Protezione civile e Azienda regionale
 emergenza urgenza (Areu) rimarrà a disposizione anche superata la pandemia, per scopi emergenziali ed umanitari, essendo equipaggiate di strumentazioni mediche di pronto soccorso.

## Treni ospedale dell'Ordine di Malta

Treno ospedale dello SMOM a Messina dopo il terremoto del 1908.

Il Sovrano Militare Ordine di Malta ed in particolare la sua Associazione dei cavalieri italiani del sovrano militare ordine di Malta (ACISMOM) è stato uno storico operatore di treni militari, gestiti dal Corpo militare dell'ACISMOM, ausiliario del Regio Esercito per espletare le sue funzioni di assistenza sanitaria in tempo di guerra ed alle popolazioni in caso di disastri naturali.
I primi quattro treni ospedale dell'Ordine di Malta, composti ognuno da 23 carri, furono allestiti nel 1886. Il primo intervento di questi mezzi si ebbe in occasione del terremoto di Messina, quando il Corpo inviò sullo stretto, oltre alla "baracca ospedale" (ospedale da campo), due treni ospedale.
Pochi anni dopo, il Corpo militare venne mobilitato per la prima guerra mondiale; i quattro treni ospedale dell'Ordine di Malta furono posti alle dipendenze della 3ª Armata e trasportarono 448.000 infermi percorrendo 560.000 km. Nella seconda guerra mondiale invece il Corpo, affiancato dal Corpo delle infermiere volontarie dell'ACISMOM, operò con tre treni.
Nel 1997 un nuovo treno ospedale, donato dalle Ferrovie dello Stato e dalla UIL Pensionati, è stato assegnato dal Ministero della Difesa al Corpo militare. Costituito da 28 carrozze, esso dispone di tutte le apparecchiature diagnostiche di un moderno ospedale, con una carrozza chirurgica, comprensiva di reparto anestesia e rianimazione, una carrozza day-hospital, una carrozza polivalente (conferenze, refettorio e cappella), una carrozza cucina e magazzino, una carrozza con generatore di corrente che rende il convoglio completamente autonomo. Le carrozze per il trasporto degli infermi offrono 192 posti letto, ma aggiungendo altre carrozze cuccette i posti possono salire a 400. L'assistenza sanitaria è fornita da 38 militari tra ufficiali e personale d'assistenza del Corpo.
Nell'aprile del 2000 il treno ha visitato le città di Messina e Palermo, in ricordo del soccorso portato dall'Ordine di Malta alle popolazioni siciliane colpite dal sisma del 1908.

## Galleria d'immagini

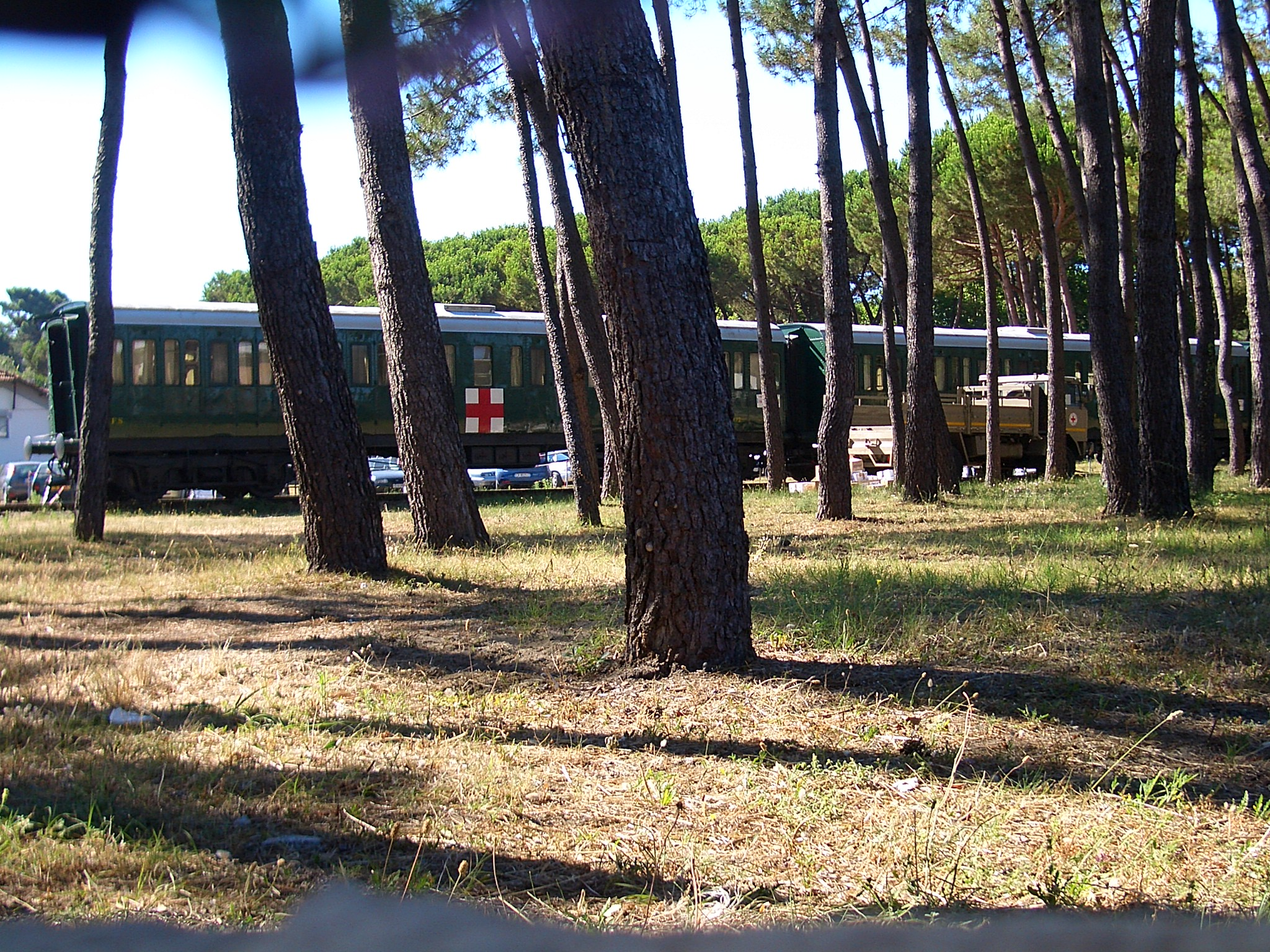
Carrozza Centoporte presso l'VIII Centro di mobilizzazione del Corpo militare della CRI di Marina di Massa
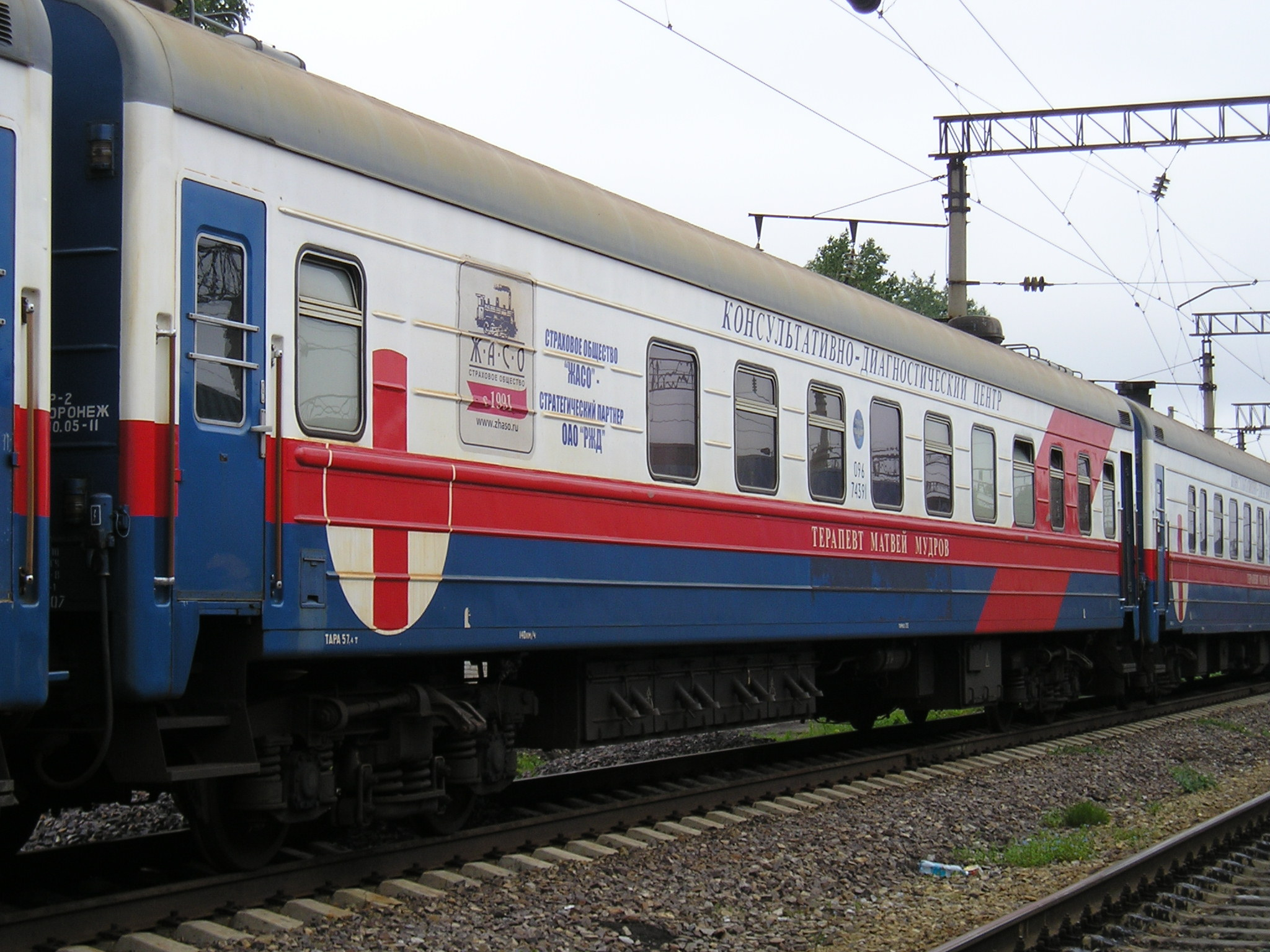
Terapevt Matvey Mudrov, centro sanitario mobile della Rossijskie železnye dorogi
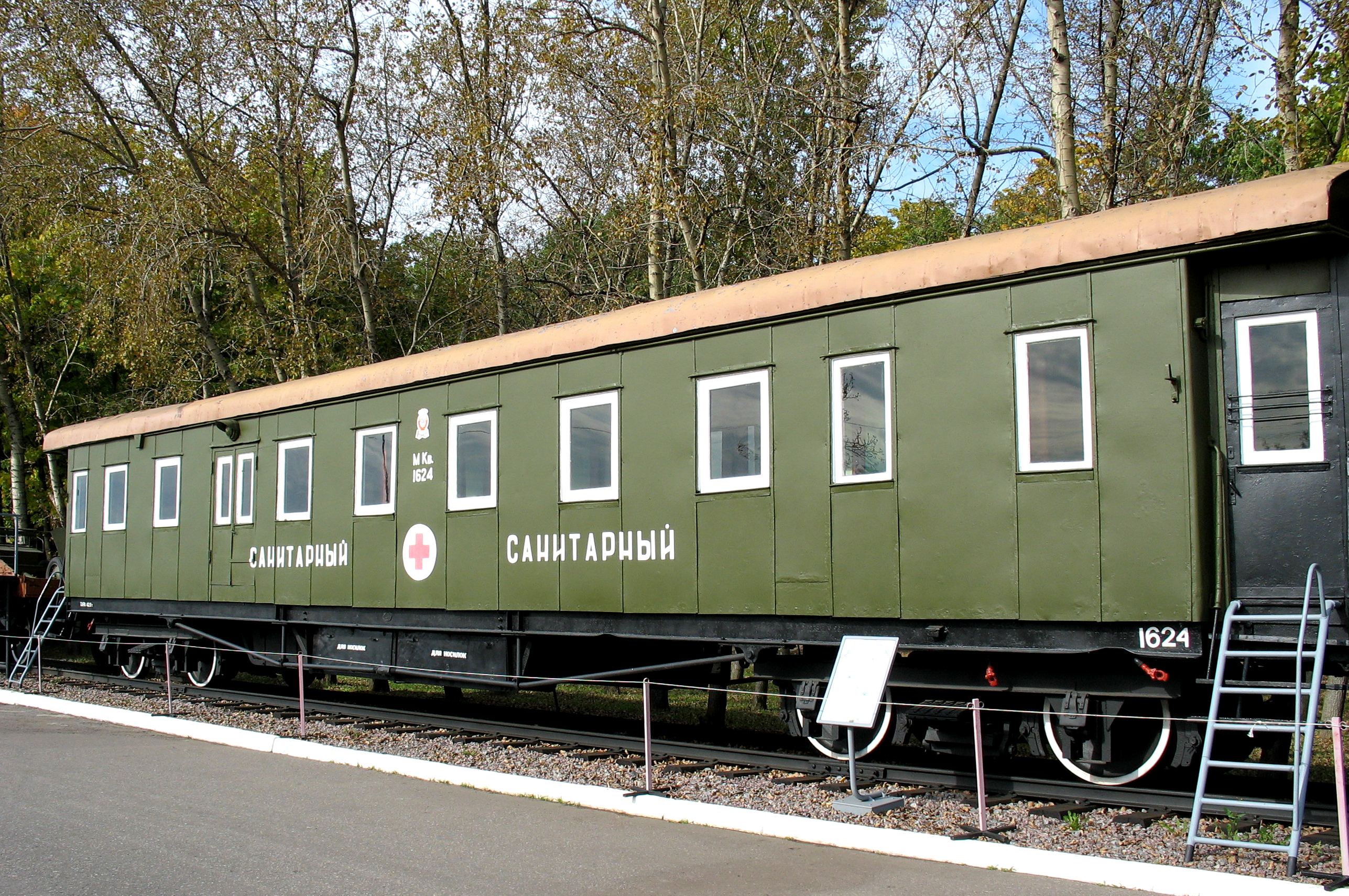
Carrozza di treno ospedale della seconda guerra mondiale musealizzata
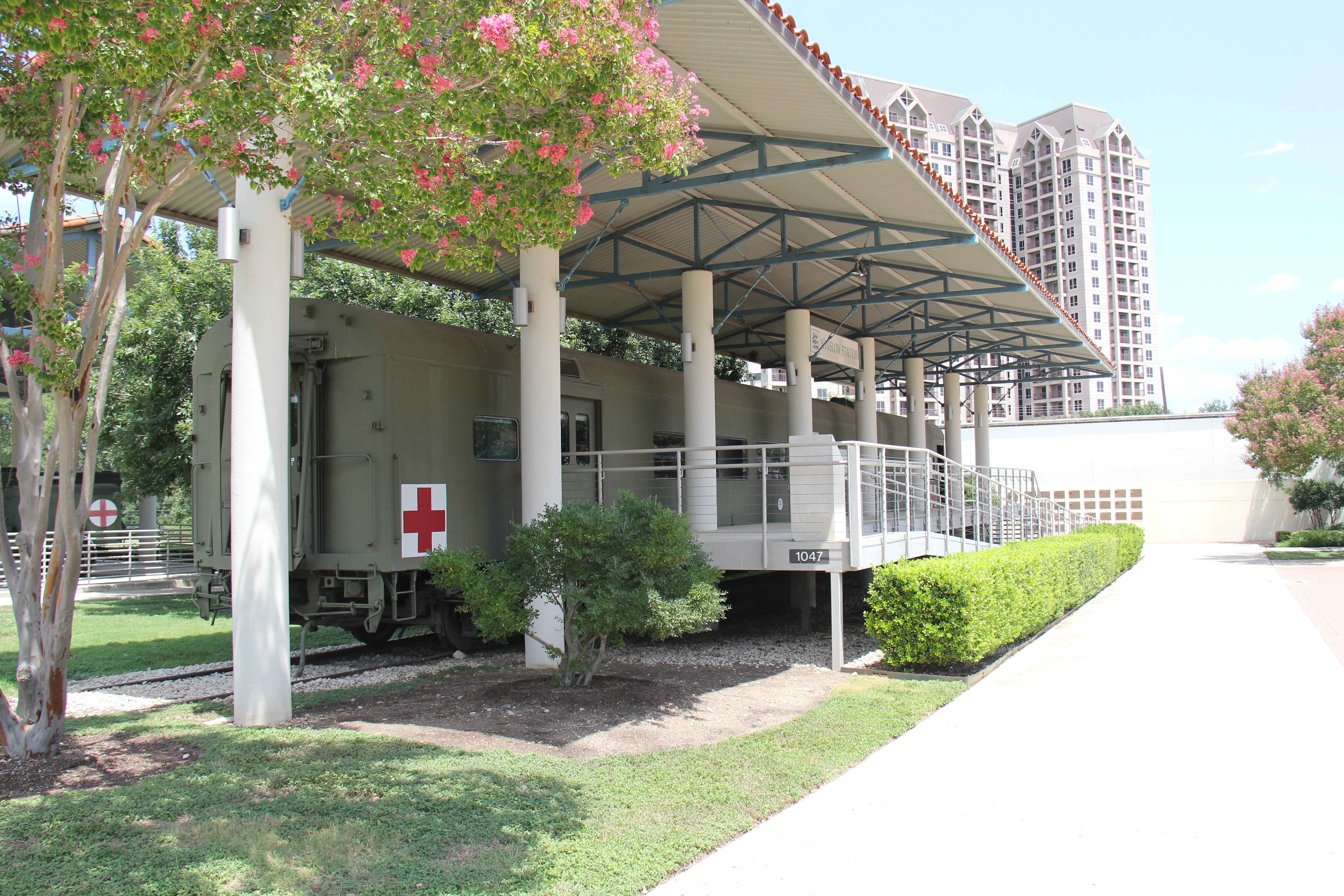
Carro cucina di un treno ospedale dell'US Army presso l'United States Army Medical Department Museum
Treno ospedale del Corpo militare dell'ACISMOM in Russia durante la seconda guerra mondiale